# Crimen de Duma
El crimen de Duma hace alusión al ataque con bombas incendiarias a la casa de la familia Dawabsheh el 31 de julio de 2015 en el pueblo de Duma, cerca de Nablus (Palestina), que causó la muerte a tres de los cuatro habitantes de la casa: Ali Dawabsheh, de 18 meses, murió quemado vivo, mientras que su padre y su madre fallecieron por las quemaduras sufridas pocas semanas después.
La mayoría de testigos afirmaron haber visto a dos hombres huir del lugar de los hechos. El 18 de mayo de 2020, el colono judío Amiram Ben-Uliel, de 21 años, fue condenado por tres cargos de asesinato, dos de intento de asesinato y otros dos de incendio deliberado.
El 14 de septiembre de eso mismo año, Bel-Uliel fue condenado a tres cadenas perpetuas por el asesinato de la familia Dawabsheh. Un menor de edad también judío llegó a un acuerdo con la fiscalía por el que se declaró culpable de haber planeado el ataque, por lo que fue condenado a 3,5 años de cárcel. Sin embargo, tanto Ben-Uliel como el menor y otros dos colonos judíos fueron absueltos del cargo de pertenencia a una organización terrorista.

## Ataque
Según explicó la acusación durante el juicio, el ataque se planeó durante el mes de julio de 2015 en una cueva llamada la "Casa Roja", construida a partir de una estructura palestina previa, en un lugar convertido en un asentamiento ilegal israelí llamado Yishuv HaDaat.
Rabbis for Human Rights, organización israelí de derechos humanos, ha denunciado que el gobierno mantiene sus planes de legalizar el asentamiento, incluso después de haber sido robado a sus legítimos propietarios palestinos mediante amenazas y actos violentos. Durante ese mismo mes, los asesinos realizaron incursiones de reconocimiento en el pueblo de Duma y en la vecina Majdal Bani Fadil, acordando atacar en primer lugar Duma y, si les era posible, también al segundo poblado. La noche del ataque quedaron en la citada cueva, pero, por algún motivo que se desconoce, el menor no se presentó, por lo que Amiram Ben-Uliel decidió actuar por su cuenta.

En cambio, según los testigos presenciales, entre dos y cuatro atacantes enmascarados lanzaron bombas incendiarias en dos viviendas de la localidad de Duma, pueblo palestino de Cisjordania, el 31 de julio de 2015. Al descubrir que la primera casa estaba vacía, los atacantes se dirigieron a una segunda, donde el bebé de dieciocho meses Ali Sa'ad Dawabsheh murió quemado vivo. Sus padres y su hermano de cuatro años quedaron en estado crítico y fueron llevados a hospitales israelíes. Sa'ad Dawabsheh, padre de Ali, murió de sus quemaduras varios días después, el 8 de agosto. Cinco semanas más tarde, el 6 de septiembre, Reham Dawabsheh, madre de Alí, moría también por las heridas sufridas.

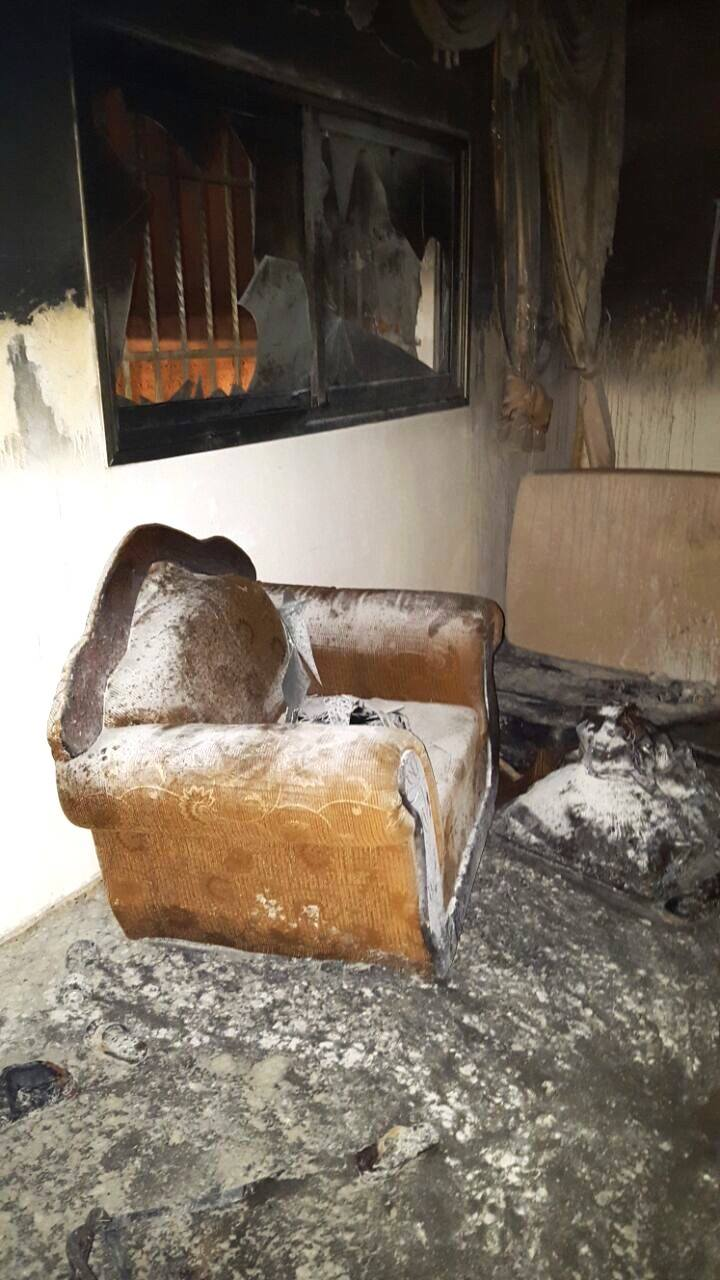
Restos calcinados de la casa

Según los testigos locales, la familia había visitado a unos familiares y Sa'ad había vuelto a casa antes que el resto porque tenía que madrugar para ir al trabajo. Reham llegó a casa sobre las 1ː30 de la madrugada y todavía estaba intentando coger el sueño cuando sucedió el ataque. Entre las 2ː00 y las 4ː00, dos enmascarados rompieron los cristales de las ventanas y arrojaron cócteles molotov en las habitaciones donde dormían.
El ejército israelí confirmó que los atacantes rompieron las ventanas antes de arrojar los cócteles molotov. Un informe distinto afirmaba que se había empapado la casa de combustible antes de prenderle fuego. Los vecinos declararon que Sa'ad y Reham salieron de la casa en llamas mientras dos enmascarados huían de la escena del crimen. Sin embargo, el diario israelí Haaretz informó de que las casas incendiadas se encontraban en el centro de la ciudad, por lo que no habría sido fácil para los intrusos "encontrar una ruta de huida". En la acusación presentada contra el único imputado, Amiram Ben-Uliel, se afirma que este escogió una casa del centro para causar un mayor efecto de miedo y desprotección.
Un vecino y familiar de los fallecidos, Ibrahim Dawabsheh, obrero de la construcción en el asentamiento de Shilo, informó de que al oír los gritos de Sa'ad llegó corriendo al lugar y vio a dos hombres de pie frente a Reham y Sa'ad, cuyos cuerpos estaban en llamas. Asustado, corrió a casa a buscar a su hermano y su padre y al volver al lugar ya no estaban allí. Otro testigo, Ali Raqi, corroboró la presencia de dos personas junto a los cuerpos ardiendo en el suelo.
Según el cuñado de Reham, que tenía 27 años en el momento de su muerte, esta agarró una manta en la que pensaba que su hijo pequeño dormía y huyó fuera de la casa envuelta en llamas, donde se dio cuenta de que el niño no estaba en la manta. Sufrió quemaduras de tercer grado en el 90 % de su cuerpo y murió el 6 de septiembre de 2015. 

Según un informe, Sa'ad consiguió sacar fuera de casa a su hijo Ahmed, de cuatro años, habiendo sufrido quemaduras en el 80 % de su cuerpo. Otra versión decía que Ibrahim Dawabsheh, un vecino, había rescatado a Ahmad. Tras haber sido hospitalizado y tratado en el Centro Médico Soroka de Beerseba, Sa'ad Dawabsheh sucumbió a sus heridas el 8 de agosto de 2015.

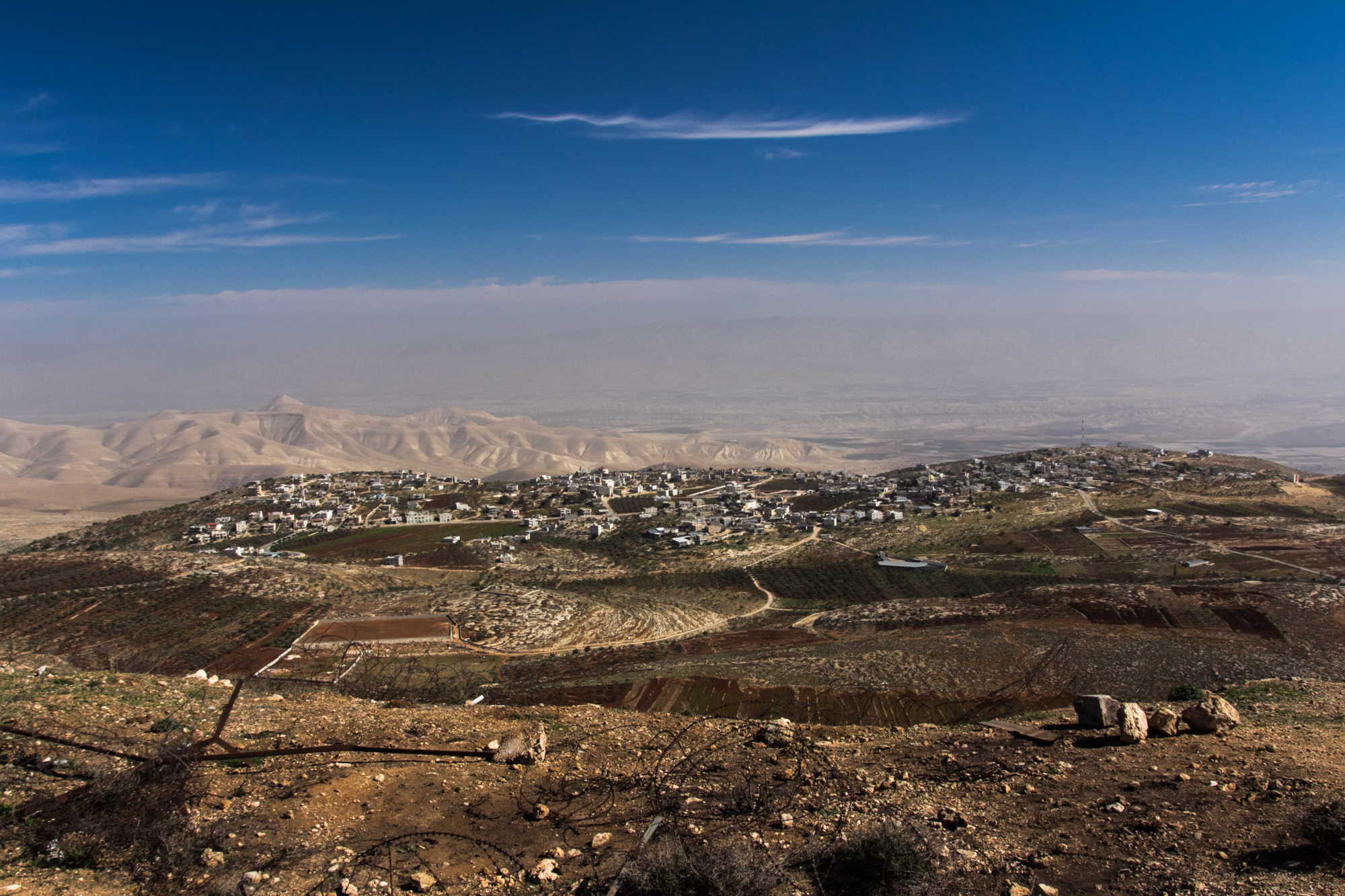
Duma, en la Gobernación de Nablus

Un testigo de los hechos relató que “Llegué cinco minutos después del ataque. Encontramos a la familia echada en el suelo, fuera de la casa. El padre gemía, angustiado, por su hijo, que se había quedado dentro. Entramos para intentar salvarlo, pero estaba muerto, carbonizado”. Cuando los bomberos palestinos llegaron desde la aldea de Burin, cuarenta minutos después, solo pudieron recuperar su cadáver.
Dado que el pueblo de Duma no tiene ambulancias, los vecinos y familiares de las víctimas decidieron llevarlos en sus propios coches al hospital de Nablus. Como Sa'ad no podía sentarse, retiraron los respaldos de los asientos traseros y lo acostaron entre el maletero y estos, mientras que tumbaron a Reham en los asientos traseros. Ahmad, que consiguió sobrevivir tras sufrir graves quemaduras en el 60 % de su cuerpo, fue trasladado en otro coche.
Mamun Dawabsheh, el dueño de la vivienda que fue quemada estando vacía, había pasado la noche con su mujer y sus cinco hijos en la vecina Nablus. El cóctel molotov que devastó su casa fue arrojado en la habitación de los niños.

### Víctimas
- 'Ali Sa'ad Muhammad Dawabsheh, de un año y medio de edad, quemado vivo dentro de la casa el 31 de julio de 2015.[11]
- Sa'ad Muhammad Hassan Dawabsheh, de treinta años de edad, herido mortalmente en el incendio de su casa, sucumbió a las quemaduras de tercer grado en el 80 % de su cuerpo el 8 de agosto.[13] Era obrero de la construcción y trabajaba en el asentamiento israelí de Nofim.[9]
- Reham Hussein Hassan Dawabsheh, de veintisiete años de edad, herida mortalmente en el incendio de su casa, falleció con quemaduras de tercer grado en el 90 % de su cuerpo el 7 de septiembre.[13] Era profesora de matemáticas en un instituto de Kafr Kusra.[9]
- Ahmad Dawabsheh, de cuatro años de edad, sufrió quemaduras de segundo y tercer grado en el 60 % de su cuerpo y pasó meses en estado crítico. Posteriormente se recuperó de las heridas.[7]

## Investigación

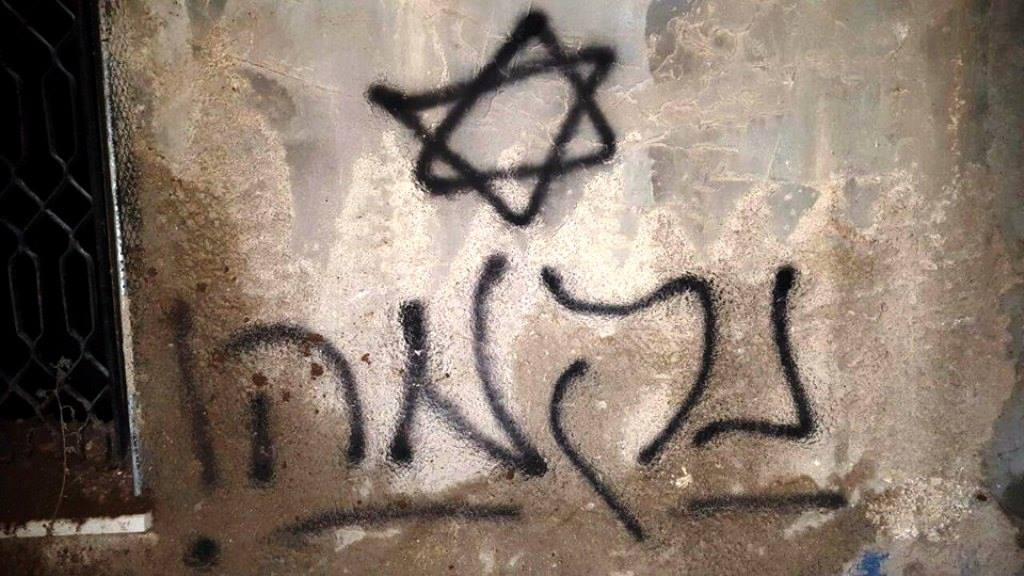
"Venganza", grafiti escrito en hebreo en la pared de la casa

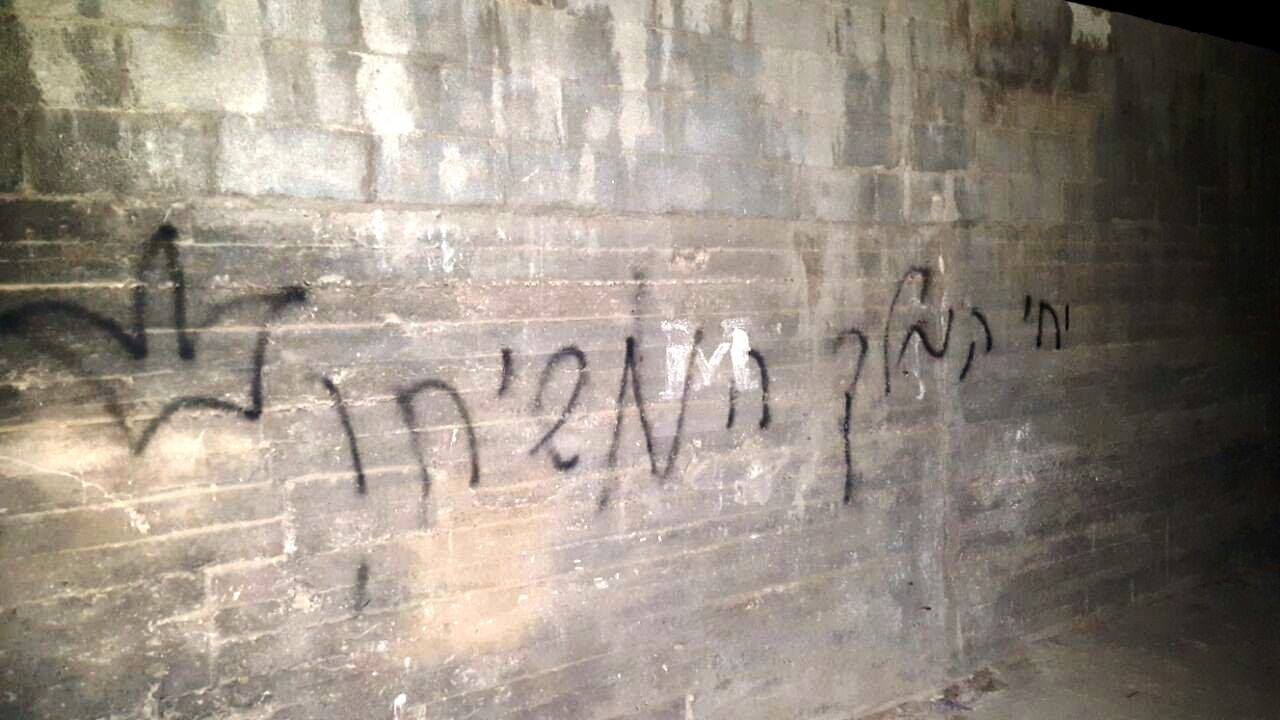
"Larga vida al rey Mesías", grafiti escrito en hebreo en la pared de la casa

Desde el primer momento, los investigadores israelíes y los observadores internacionales sospecharon que los perpetradores del ataque eran extremistas judíos. La policía israelí pensó inicialmente que el ataque había sido un acto de represalia (conocido como "ataque de la etiqueta de precio") de "colonos extremistas israelíes" por la demolición por parte del ejército israelí de algunas estructuras en el asentamiento de Beit El.
Según las investigaciones, muchos de los jóvenes que instigaron los hechos no eran nativos de Israel, sino que provenían de familias estadounidenses. También se ha mencionado un manual titulado "Reino del Mal” escrito por Moshe Orbach, un israelí de Bnai Brak, en conexión con el crimen de Duma. El manual cuenta cómo prender fuego a mezquitas, iglesias y casas palestinas.
En los grafitis que se encontraron en hebreo no aparecía la firma habitual de los ataques de represalia ("price tag”, en hebreo "Tag Mechir"), aunque sí la palabra "venganza", la frase "Larga vida al rey Mesías" (en hebreo: "Yechi Hamelech Hamashiach”) y una estrella de David. Este último es el lema del ala mesiánica de la organización judía jasídica Jabad-Lubavitch.
Por otro lado, un testigo contó a un reportero que había visto a los atacantes huir hacia el cercano asentamiento israelí de Ma'ale Efraim. En un acto sin precedentes, la policía israelí solicitó información a la ciudadanía para identificar a los asesinos. El 2 de agosto de 2015, el gobierno israelí aprobó medidas de detención administrativa, hasta la fecha utilizadas solamente contra sospechosos palestinos, contra los ciudadanos israelíes sospechosos de participar en ataques terroristas contra palestinos.
El 8 de septiembre de 2015, un oficial del ejército israelí declaró ante los medios de comunicación: “(Israel) sabe a ciencia cierta que es un acto de terrorismo judío".
El 9 de septiembre de 2015, el entonces Ministro de Defensa israelí Moshé Yalón afirmaba que "hay una gran probabilidad de que los responsables del ataque en Duma sean parte de un grupo muy extremista de judíos", pero que no había todavía pruebas suficientes para arrestar a ningún sospechoso.
Yalón también confesó a un grupo de activistas del Likud que las identidades de los atacantes ya se conocían en el entorno del Ministerio de Defensa, pero que aún no se habían presentado cargos para proteger la identidad de sus fuentes. Posteriormente, dijo que las fuerzas de seguridad solo tenían una “idea general” de quién era el responsable del ataque mortal, pidiendo a los periodistas que fuesen pacientes y siguiesen el desarrollo del caso.
Yalón declaró que el ataque había hecho daño al Estado de Israel y a los asentamientos en concreto: "es necesario recordar que la mayoría de los activistas de extrema derecha no residen en Cisjordania y, sin duda, no representan a las comunidades de colonos que viven allí".
Según Sara Hirschhorn del New York Times, los rabinos de los asentamientos y los dirigentes de las comunidades americano-israelíes en Cisjordania restaron importancia al ataque o permanecieron callados en respuesta a las detenciones de sospechosos relacionados con sus comunidades.
El 3 de diciembre de 2015 se permitió la publicación de una noticia que informaba de que se había arrestado a una serie de sospechosos judíos por el ataque. Nikolay Mladenov, coordinador especial de la ONU para la paz en Oriente Medio, criticó el "lento progreso" de la investigación israelí.
En diciembre de 2015, el abogado de los sospechosos, Itamar Ben-Gvir, inició "una brillante campaña" (en palabras de NaftAli Bennett, ministro israelí de educación) de propaganda para su liberación basada en dos puntosː el uso en judíos del sistema de detención administrativa (detención por periodos prorrogables de seis meses sin juicio y sin conocimiento de las pruebas ni de los hechos por los que se acusa) y la supuesta aplicación de torturas por parte del Shin Bet.
Según el periodista Nahum Barnea, el interrogatorio estaba siendo "una larga y dura tortura física y mental. Los cuerpos de los sospechosos eran extendidos y encogidos en una cama de Procusto; los electrocutaban, abusaban sexualmente de ellos, les daban patadas en el pecho, los amorataban, abofeteaban y una interrogadora los toqueteaba". Por su parte, Chaim Levinson, analista del diario israelí Haaretz, afirmó que tal énfasis en la supuesta tortura de los acusados tenía un doble fin: cuestionar la legitimidad de sus posibles confesiones y desacreditar al Shin Bet para futuras actuaciones contra terroristas judíos.
El 11 de diciembre de 2015 se liberó bajo arresto domiciliario a uno de los sospechosos, del que solo se sabía que era un hombre casado y con hijos.
Cuatro días después, el 15 de diciembre, y a pesar de reconocer que el ataque era "claramente judío" y que las autoridades israelíes sabían "quién es responsable", Moshé Yalón reiteró que no "hay suficientes pruebas" para detener o enjuiciar a los sospechosos. Las asociaciones de derechos humanos criticaron sus comentarios y mencionaron la rapidez de las acciones militares israelíes cuando se trataba de sospechosos palestinos en ataques a israelíes y acusaron al gobierno israelí de consentir la violencia de los colonos. Ese mismo 15 de diciembre, el Tribunal Supremo de Israel rechazó una solicitud de un parlamentario israelí de Meretz para que el gobierno asumiese pasos "legales inmediatos contra los asesinos de la familia Dawabsheh".

## Juicio
El 3 de enero de 2016 se imputó a dos de los sospechosos. Uno de ellos, Amiram Ben-Uliel, de 21 años, hijo de un rabino, casado y con una hija, fue imputado con tres cargos de asesinato, dos cargos de intento de asesinato, dos cargos de incendio provocado y un cargo de conspiración para cometer un crimen de inspiración nacionalista. Otro, un joven de 17 años cuya identidad se mantuvo en secreto por ser menor de edad, fue acusado de conspirar para cometer un crimen nacionalista. De él se sospecha, además, que está relacionado con el incendio de la Basílica de la Dormición de Jerusalén.
El móvil, según afirmaba la acusación, era la venganza por el asesinato del joven israelí Malachi Rosenfeld, supuestamente a manos de palestinos, en los alrededores de Duma en torno a un mes antes. Las acusaciones también incluyeron cargos de pertenencia a una organización terrorista, el grupo "La Revuelta", que había sido supuestamente fundado en octubre de 2013, y cuyos objetivos eran llevar a cabo ataques terroristas contra palestinos, sembrar el caos en Israel y generar una guerra entre árabes y judíos. El propósito final era ocasionar la caída de la democracia israelí para generar un estado gobernado por un rey judío según la ley de la Halajá, expulsando del país a todos aquellos que no sean judíos.
Otros miembros del grupo ya habían sido acusados de incendiar iglesias y mezquitas, así como coches de palestinos y de realizar pintadas en sus casas. A pesar de que "La Revuelta" no tiene una estructura jerárquica estricta, el Shin Bet, servicio de información israelí, afirma que su líder es Meir Ettinger (nieto de Meir Kahane), quien ha permanecido durante un tiempo en detención administrativa por su relación con los asesinatos de Duma. El 1 de junio de 2016, Meir Ettinger fue puesto en libertad tras 10 meses de detención administrativa, aunque se le prohibió viajar a determinados lugares y comunicarse con una lista de 93 personas.
El 26 de junio de 2018, durante la celebración del juicio de tres de los responsables de los asesinatos, un grupo de colonos judíos ultras acudieron a las puertas de los juzgados para entonar cánticos a favor de los acusados. A la salida del abuelo de Ali Dawabsheh, los radicales lo rodearon cantando: "¿Dónde está Ali? Ali está quemado. Ali está en la parrilla". La policía israelí se abstuvo de intervenir, argumentando que "no era una revuelta violenta".
El 18 de mayo de 2020, Amiram Ben-Uliel fue condenado por tres cargos de asesinato, dos cargos de intento de asesinato y dos cargos de incendio premeditado. A pesar de que el tribunal dictaminó que algunas de las confesiones realizadas ante el Shin Bet se habían obtenido bajo tortura, resaltó que algunos de los detalles proporcionados por el acusado eran tan precisos que ni siquiera las fuerzas de seguridad los conocían, como el color del vehículo aparcado en la escena del crimen o la descripción de la ventana de la segunda vivienda atacada. En cuanto al cargo de pertenencia a banda terrorista, el tribunal dictaminó que, aunque los hechos en sí constituían sin duda un ataque terrorista, no había pruebas suficientes como para determinar que los había realizado un grupo terrorista.
Las condenas se hicieron públicas el 14 de septiembre de 2020. Amiram Ben-Uliel fue condenado a tres cadenas perpetuas por el asesinato de la familia Dawabsheh, mientras que un segundo acusado (cuyo nombre no fue revelado porque era menor de edad en el momento de los hechos) fue sentenciado a 3,5 años de cárcel. En menos de un día desde la publicación de las sentencias, una página web israelí creada por el grupo de abogados Honenu, que representa a extremistas judíos en juicios por ataques a civiles palestinos, recaudó más de 500.000 séquels para los dos acusados. El propio hijo de Benjamin Netanyahu, Yair, colaboró económicamente y dio publicidad a la colecta. El Shin Bet calificó la sentencia de "hito en la lucha contra el terrorismo judío", aunque los jueces se negaron a condenar a los acusados por pertenencia a grupo terrorista.
El 21 de diciembre de 2020 se hizo público que el menor condenado por su participación en el asesinato de los tres miembros de la familia Dawabsheh había entrado en prisión, en la que solo permanecería 10 meses de su condena de un total de 3 años y medio, dado que el juez había dictaminado durante el juicio que se le computase el tiempo que había permanecido bajo arresto domiciliario.

## Reacciones
El 31 de julio de 2015, el primer ministro Benjamín Netanyahu expresó "sorpresa y horror" por el ataque en una llamada de teléfono al presidente palestino Mahmoud Abbas, añadiendo que "debemos luchar juntos contra el terrorismo, venga de donde venga".
El presidente israelí Reuven Rivlin destacó entre los políticos judíos israelíes por su condena al terrorismo judío, por lo que recibió amenazas de muerte en redes sociales, siendo calificado de “traidor” y “terrorista árabe”. Entre otras declaraciones, afirmóː "Siento vergüenza y dolor. Dolor por el asesinato de un bebé, por mi pueblo y por aquellos que han elegido el camino del terrorismo y perdido su humanidad. Ese camino no es el mío ni el del Estado de Israel". También añadió que, "por desgracia, hasta ahora, parece que hemos sido permisivos con nuestro tratamiento del fenómeno del terrorismo judío.
El gobierno palestino condenó el ataque como un acto de terrorismo. Hamás, por su parte, convocó un "viernes de la ira" en toda Cisjordania como medida de protesta por el asesinato. Saeb Erekat, presidente de la OLP, declaró que "es una consecuencia directa de décadas de impunidad otorgada por el gobierno israelí al terrorismo de los colonos", concluyendo que "El Gobierno israelí allanó el camino hacia este acto brutal”, en alusión al anuncio esa misma semana por parte de Netanyahu de la construcción de 300 nuevas viviendas en el asentamiento de Beit El. Jordania también condenó vigorosamente el ataque y afirmó que Israel era responsable de este y de todos los ataques contra los palestinos. Tras del ataque, los habitantes de Duma organizaron patrullas locales para proteger su pueblo de los colonos israelíes.
Tanto la Unión Europea como los Estados Unidos condenaron el ataque. Un portavoz de EE. UU. pidió "que todos los bandos mantengan la calma y eviten una escalada de las tensiones como resultado del trágico incidente". La Unión Europea exigió "tolerancia cero" a la violencia de los colonos, mientras que el enviado de la ONU, Nikolay Mladenov, se mostró escandalizado por la noticia: "no debemos permitir que estos actos generen el odio y la violencia que traigan consigo más tragedias personales y entierren el proceso de paz. Este suceso refuerza la necesidad de una resolución inmediata del conflicto y de poner fin a la ocupación.
La ONG israelí de derechos humanos B'tselem apuntó que todas las condenas realizadas por políticos israelíes quedarían en mera retórica vacía si se permitía que este tipo de ataques continuasen, recordando que en los tres años precedentes nada menos que nueve casas palestinas habían sufrido ataques con bombas incendiarias y un taxi había sido atacado con un cóctel molotov, causando quemaduras críticas a sus ocupantes; todavía nadie ha sido acusado de dichos ataques, y en muchos casos la policía israelí ni siquiera los ha investigado.
Según la ONU, durante los primeros siete meses de 2015 se documentaron al menos 112 ataques de colonos en Cisjordania, mientras que en 2014 hubo un total de 312 ataques. Las estadísticas de la organización pacifista israelí Yesh Din sugieren que un 92,6 % de las denuncias realizadas por palestinos ante las fuerzas de seguridad israelíes no llegaron a investigarse. Cabe recordar que, mientras que los palestinos que viven en Cisjordania son juzgados por tribunales militares israelíes, los colonos judíos residentes allí son juzgados por tribunales civiles.
Por otra parte, el parlamentario israelí Bezalel Smotrich afirmó que el ataque no podía ser llamado un acto de terrorismo porque había sido llevado a cabo por judíosː "terrorismo es solamente la violencia de un enemigo como parte de una guerra contra nosotros". Cuando la sospecha comenzó a recaer sobre extremistas judíos en los territorios ocupados palestinos, Morton Klein, presidente de la Organización Sionista de América, criticó la "prisa por culpar a los judíos" y afirmó que estaban siendo "falsamente acusados" del ataque, declarando que había sido obra de otros palestinos como parte de "una disputa entre clanes árabes que dura 18 años". Incluso llegó a comparar a los árabes con los nazis, acusándolos de fingir ataques para después culpar a los judíos.
El parlamentario israelí Oren Hazan (Likud), aludiendo a un incendio que tuvo lugar más tarde en la casa de un hermano de Sa'ad Dawabsheh, del cual las autoridades israelíes y palestinas habían informado que no tenía relación alguna con los asesinatos de Duma (lo más probable es que se tratara de un fallo eléctrico), solicitó una investigación bajo la afirmación de que el segundo incendio podría indicar que el crimen de los Dawabsheh no había sido cometido por extremistas israelíes, sino por una disputa entre clanes familiares palestinos.
El rabino Shmuel Eliyahu declaró el 30 de agosto de 2015 en Ynet que "el camino del terrorismo no es nuestro [de los judíos] camino". Más tarde afirmó "sólo alguien que carece de conocimientos en torno a los matices de la comunidad religiosa cometería el error de suponer que los activistas "Tag Mechir" ("price tag" o ataque de represalia) podrían escribir "Yechi Hamelech Hamashiach" ("Larga Vida al Rey Mesías").
Yuval Diskin, exdirector del servicio de inteligencia israelí Shin Bet, en una reflexión sobre la respuesta de Israel a tales ataques, declaró que se estaba creando un estado anarquista al sur de Cisjordania, violento y racista, y que el sistema judicial israelí lidiaba de una manera tolerante con los protagonistas del proceso. Afirmó que, en esa parte de Cisjordania, "la aplicación de la ley es sorprendentemente floja con los judíos".
Sara Hirschhorn escribió en un artículo para el New York Times: "tras años de impunidad para los colonos que cometían crímenes violentos, la agencia de seguridad interior de Israel, el Shin Bet, ha aplicado una supuesta mano dura arrestando la enorme cifra de cuatro jóvenes de los que se sospecha que están relacionados con recientes actos de terrorismo de los colonos- tres de los cuales provienen de Estados Unidos".
Poco después del ataque, se supo que la familia no podría solicitar la compensación como víctimas del terrorismo, ya que esta solo se concede a israelíes que hayan sufrido ataques similares. En abril de 2017, Yousef Jabareen, parlamentario israelí del partido árabe Lista Conjunta, solicitó que se extendiesen las ayudas a los palestinos víctimas de ataques judíos, algo que el ministro de defensa israelí, Avigdor Lieberman, reiteró que no era posible.

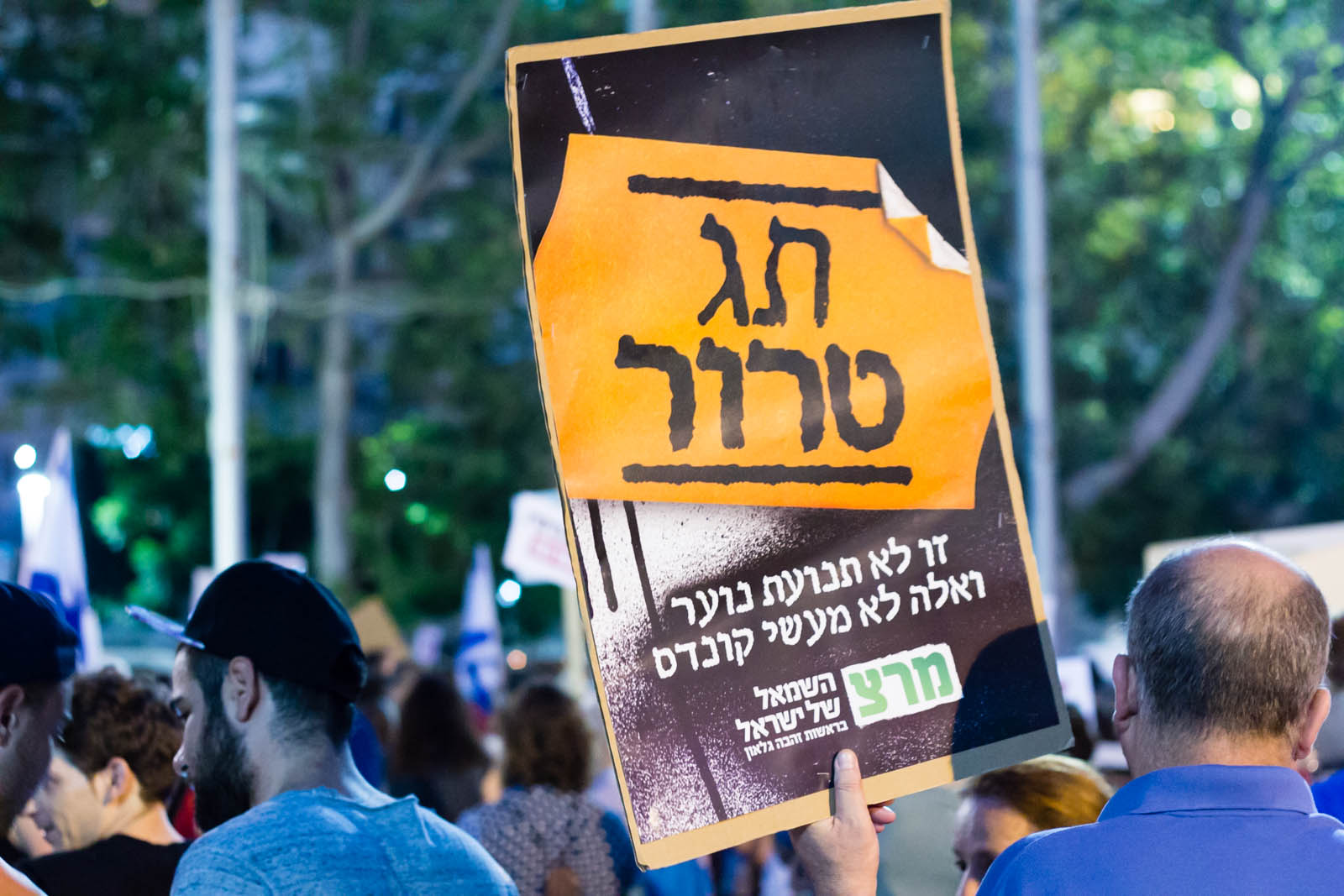
Concentración de Paz Ahora en Tel Aviv en protesta por el asesinato de la familia Dawabsheh

Los palestinos respondieron a los asesinatos con importantes marchas de protesta que acabaron en confrontaciones violentas con las fuerzas israelíes. Un adolescente palestino de 17 años, Laith al-Khaldi, murió en un hospital de Ramala de un disparo en la espalda recibido por parte de soldados israelíes. Unos 2.000 israelíes se reunieron en Tel Aviv en una concentración organizada por Paz Ahora para protestar contra el ataque, y unos cientos participaron en una protesta en Jerusalén contra el crimen de Duma.
En diciembre de 2015, la policía israelí abrió una investigación sobre el vídeo de una boda judía en Jerusalén en la que se casaba un extremista judío conocido por haber participado en ataques de represalia ("price tag"), y en la que los invitados fueron filmados acuchillando una foto del bebé Ali Dawabsheh, que había muerto quemado vivo en el ataque a Duma. 
El vídeo contenía escenas de los invitados, armados con rifles del ejército israelí, pistolas, cuchillos y cócteles molotov, cantando una canción con palabras tomadas del Libro de los Jueces (16:28), "oh Dios, para que de una vez tome venganza de los filisteos por mis dos ojos", reemplazando la palabra "filisteos" por "palestinos". El novio había sido previamente arrestado e investigado por sus conexiones con los actos violentos de colonos judíos. Uno de los abogados de los terroristas, Itamar Ben-Gvir, estuvo presente en la boda y declaró más tarde: "Nadie se dio cuenta de que eran fotografías de un miembro de la familia Dawabsheh", en referencia a la fotografía del bebé acuchillada y quemada por los invitados de la boda. Tales escenas son típicas de ese tipo de bodas.
El líder del partido político La Casa Judía, NaftAli Bennett, comentó ante la avalancha de correos electrónicos de votantes que afirmaban que le retirarían su apoyo por su defensa de los supuestos métodos de tortura del Shin Bet que "quienes apoyan el uso de métodos excepcionales contra el terrorismo palestino deberían apoyar el uso de métodos excepcionales contra el terrorismo judío." En cambio, Uri Ariel, otro diputado de su partido, respaldó las alegaciones de tortura: "debemos cerrar la Sección Judía del Shin Bet".
El 3 de enero de 2016, cuando se supo que solo se enjuiciaría a una persona por el crimen de Duma (los testigos presenciales vieron entre dos y cuatro personas en el lugar de los hechos), Hussein Dawabsha, padre de Reham, reclamó el estallido de una nueva intifada: "quienes quemaron a mi familia deberían ser quemados". Tras quejarse de que Israel no castigase a los terroristas judíos por sus acciones, añadió que "solo una intifada vengará la muerte de la familia Dawabsheh. Deberían continuar los ataques, teniendo fe en Alá. Sólo de esta manera conseguiremos nuestros derechos". Estas declaraciones aludían a la denominada Intifada de los Cuchillos, que comenzó en octubre de 2015 y que varios analistas han relacionado con el crimen de Duma.

## Represalias
El 14 de agosto de 2015, una gasolinera fue atacada con bombas incendiarias en la Ruta 60, cerca del asentamiento israelí de Eli. Dos palestinos naturales de Awarta, miembros del Frente Popular para la Liberación de Palestina, declararon que era una represalia por el crimen de Duma.
Varios medios de comunicación han atribuido a los asesinatos de Duma la ola de ataques con cuchillo llevada a cabo por palestinos desde octubre de 2015, así como a la lentitud del sistema policial y judicial israelí a la hora de presentar cargos contra los sospechosos.